# Klucz 1
Klucz 1, oznaczający „jeden” – jeden z sześciu kluczy Kangxi składających się z jednej kreski.
W słowniku Kangxi pod tym kluczem umieszczono 42 znaki (ze wszystkich 49 030).
Klucz 1, zwany także w tym przypadku 橫 héng „poziomy”, jest jedną z ośmiu podstawowych kresek znaku 永, który stanowi podstawę nauki kaligrafii chińskiej.

## Znaki zawierające klucz 1
| Kreski                 | Znak                       |
| ---------------------- | -------------------------- |
| bez dodatkowych kresek | 一                         |
| 1 dodatkowa kreska     | 丁 丂 七 丄 丅 丆          |
| 2 dodatkowe kreski     | 万 丈 三 上 下 丌 与       |
| 3 dodatkowe kreski     | 不 丏 丐 丑 丒 专          |
| 4 dodatkowe kreski     | 且 丕 世 丘 丙 业 丛 东 丝 |
| 5 dodatkowych kresek   | 丞 丟 丠 両                |
| 6 dodatkowych kresek   | 丣 两 严                   |
| 7 dodatkowych kresek   | 並 丧                      |